# Le Fresne-Camilly

Le Fresne-Camilly este o comună în departamentul Calvados, Franța. În 1 ianuarie 2022 avea o populație de 951 de locuitori.